# Александар Зиновјев
Александар Зиновјев (рус. Александр Александрович Зиновьев, Пахтино, 22. септембар 1922 — Москва, 10. мај 2006) био је руски филозоф, социолог, писац и публициста. Jедна је од најзначајнијих интелектуалних личности у Русији у другој половини 20. и на почетку 21. века.

## Биографија
Пореклом је из сиромашне сеоске породице, средином 20. века био је један од симбола рађања филозофске мисли у тадашњем Совјетском Савезу.
Његово стваралаштво обухвата око 40 написаних књига, најчешће из области социологије, филозофије, логике, етике и политичке мисли, које је тешко сместити у одређене строго академске оквире. Поштоваоци Зиновјева најчешће указују на оригиналност његовог „социолошког романа“, али и извесну противреченост у његовој личности која је прошла пут од антистаљинизма у раној младости, преко чврстог заступника грађанске позиције и оштрог критичара совјетског система, до једног од најистакнутијих критичара процеса глобализације.
У Великом отаџбинском рату (1941-1945) борио се као пилот у редовима Црвене армије и први пут борбено деловао у марту 1945. године. Учествовао је у борбама у Пољској и Немачкој, а 1946. године су га демобилисали. Тада је са мајком и млађим братом прешао у Москву. Светску славу стекао је после објављивања књиге „Зјапеће висине“ (1976), а после две године (1978) протеран је из земље и одузето му је совјетско држављанство.
У Русију се вратио 1999. године, између осталог, подстакнут НАТО агресијом и бомбардовањем Савезне Републике Југославије.
Зиновјев је посебно писао и говорио о трагедији Југославије, осврнуо се на агресију 1999. године која је по њему била у основи „рат против Европе“, али и својеврсна опомена Русији, Кини и осталим земљама. Управо због тога био је међу првим руским интелектуалцима који је поздравио смену Јељцина и долазак Владимира Путина на власт. Према њему то је био један позитиван преокрет у савременој историји Русије, односно покушај „стабилизације Русије“ у потпуно измењеним друштвеним и међународним околностима. Зиновјева су посебно оштро критиковали „руски либерали“ приказујући га у својим медијима као „теоретичара завере“. Када су га у једној полемици упитали да ли има неки конкретан доказ да је Запад на челу завере против Русије, одговорио им је лаконски: „Господо, највећи доказ да завера постоји је наша стварност“.
Његова супруга је била Олга Мироновна Зиновјева. Преминуо је 10. маја 2006. године у Москви.

## Одабрана дела

### Област логике
- Филоофские проблемы многозначной логики, 1960;
- Основы научной теории научных знаний, 1967;
- Логика науки, 1972;
- Логическая физика, 1972;
- Нетрадиционная теория кванторов, 1973;
- Логика классов (множеств), 1973.

### Есеји и публицистика
- Зјапеће висине, 1976;
- Светла иднина, 1978;
- Без илузии, 1979;
- Лудница, 1980;
- Ние и западот, 1981;
- Homo Ѕovieticus, 1982;
- Полетта на нашата младост, 1983.